# Mfon Udofia
Mfon Udofia (ur. 1 sierpnia 1990 w Stone Mountain) – amerykański koszykarz nigeryjskiego pochodzenia, występujący na pozycji rozgrywającego.
21 stycznia 2016 roku podpisał umowę z zespołem Siarki Tarnobrzeg. 17 kwietnia 2016 roku opuścił zespół, rozwiązując umowę za porozumieniem stron.

## Osiągnięcia
NCAA
- Uczestnik:
  - turnieju NCAA (2010)
  - Reese's College All-Star Game (2013)[3]